# ستيفن هانسن
ستيفن هانسن (بالدنماركية: Stephen Hansen)‏ هو شخصية أعمال دنماركي، ولد في 28 سبتمبر 1701، وتوفي في 22 يناير 1770.